# 다이토정 (이와테현)
다이토정(大東町)은 이와테현 히가시이와이군에 설치되었던 정이다. 2006년 9월 20일에 하나이즈미정, 센마야정, 히가시야마정, 무로네촌, 가와사키촌을 합병해 새로운 이치노세키시가 되었다.

## 연혁
- 1889년 4월 1일 - 정촌제가 시행으로 히가시이와이군 스리사와 촌, 오하라 촌 , 오키타 촌, 사루사와 촌, 시부타미 촌이 성립하였다.
- 1903년 3월 21일 - 오하라 촌이 정으로 승격하여 오하라 정이 되었다.
- 1940년 11월 10일 - 시부타미 촌이 정으로 승격하여 시부타미 정이 되었다.
- 1955년 1월 1일 - 시부타미 정, 오하라 정, 오키타 촌, 사루사와 촌, 시부타미 촌이 합병하여 니시이와이군 다이토 정이 되었다.
- 2005년 9월 20일 -  다이토 정과 구·이치노세키 시의 하나이즈미 정, 센마야 정, 동부는 히가시야마 정 무로네 촌, 동부 가와사키 촌과 합병하여, 새로운 이치노세키 시가 되었다.

## 교통

### 철도
- 동일본 여객철도
  - 오후나토선

### 도로
- 국도 343호선
- 국도 456호선